# Living Reviews in Relativity
Living Reviews in Relativity is een internationaal, aan collegiale toetsing onderworpen open access wetenschappelijk tijdschrift op het gebied van de natuurkunde.
De naam wordt in literatuurverwijzingen meestal afgekort tot Living Rev. Relat.
Het wordt uitgegeven door het Max Planck Institute for Gravitational Physics.
Het eerste nummer verscheen in 1998.